# 梅庄镇
梅庄镇，是中华人民共和国江西省南昌市进贤县下辖的一个乡镇级行政单位。

## 行政区划
梅庄镇下辖以下地区：
梅庄街社区、新区社区、梅庄村、新富村、店上村、新庄村、新瑶村、富华村、杰岗村、井岗村、严塘村、滨湖村、横溪村和东华村。